# Palladium Autocars

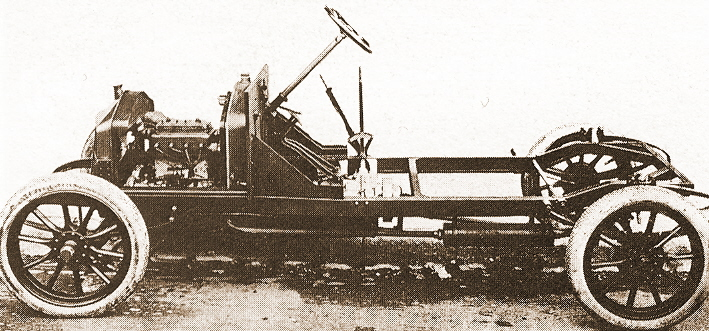
Palladium 12/16 hp (1911)

Die Palladium Autocars Ltd. war ein britischer Automobilhersteller, der von 1911 bis 1925 in Putney bei London ansässig war.
Die Firma stellte sportliche Wagen der oberen Mittelklasse mit wassergekühlten Vier-, Sechs- und Achtzylindermotoren her. Nur 1919 wurde ein Kleinwagen mit luftgekühltem Zweizylinder-Reihenmotor gebaut.
1925 schloss Palladium seine Tore.

## Modelle
| Modell   | Bauzeitraum | Zylinder | Hubraum  | Radstand |
| -------- | ----------- | -------- | -------- | -------- |
| 12/16 hp | 1911        | 4 Reihe  | 1767 cm³ | 2870 mm  |
| 10/12 hp | 1912        | 4 Reihe  | 1726 cm³ | 2870 mm  |
| 12/16 hp | 1912–1913   | 4 Reihe  | 2120 cm³ | 2870 mm  |
| 15/18 hp | 1912–1913   | 4 Reihe  | 2651 cm³ |          |
| 10/18 hp | 1913–1914   | 4 Reihe  | 1847 cm³ | 2896 mm  |
| 18/30 hp | 1913–1914   | 2 Reihe  | 3772 cm³ | 3353 mm  |
| 20/28 hp | 1913        | 8 Reihe  | 3451 cm³ |          |
| 12/22 hp | 1914        | 4 Reihe  | 2297 cm³ | 2896 mm  |
| 10/18 hp | 1915        | 4 Reihe  | 1795 cm³ | 2896 mm  |
| 15/26 hp | 1915        | 4 Reihe  | 3160 cm³ | 3048 mm  |
| 15/20 hp | 1915        | 4 Reihe  | 3456 cm³ | 3048 mm  |
| Cyclecar | 1919        | 2 Reihe  | 1330 cm³ | 2591 mm  |
| 12 hp    | 1922–1925   | 4 Reihe  | 1496 cm³ | 2819 mm  |
| 15 hp    | 1922–1925   | 4 Reihe  | 1795 cm³ | 2819 mm  |